# Ashley (Ohio)

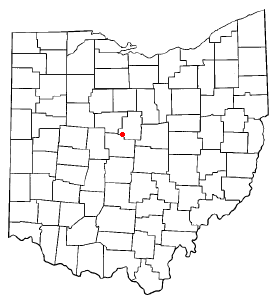
Ashley na planie stanu Ohio

Ashley – wieś w USA, Hrabstwo Delaware (Ohio) w stanie Ohio.
W roku 2010, 27,1% mieszkańców było w wieku poniżej 18 lat, 7,5% było w wieku od 18 do 24 lat, 26,3% miało od 25 do 44 lat, 25,4% miało od 45 do 64 lat, a 13,6% było w wieku 65 lat lub starszych. We wsi było 47,1% mężczyzn i 52,9% kobiet.
Liczba mieszkańców w 2010 roku wynosiła 1 330, a w 2012 wynosiła 1344.